# Пенцлин, Эдуард Адольфович
Эдуард Адольфович Пенцлин (16 ноября 1903, Харьков — 9 июля 1990, Москва) — советский кинорежиссёр и сценарист.

## Биография
Родился в 1903 году в Харькове. Его отец происходил из семьи Роберта и Терезы Пенцлиных, эмигрировавших из Германии в Российскую империю в первой половине XIX века и проживавших в немецком поселении под Киевом. Его дядя Оттон Робертович Пенцлин был управляющим делами и поверенным лицом генерала от артиллерии Леонида Адамовича.
В 1927 году окончил режиссёрское отделение Государственного техникума кинематографии (ГТК). По окончании кинотехникума был ассистентом Льва Кулешова, который по приглашению Госкинопрома Грузии работал над фильмом «Паровоз Б — 1000» по сценарию Сергея Третьякова. Впоследствии снял несколько документальных фильмов. Познакомившись с Михаилом Роммом, тогда ещё начинающим сценаристом, договорился с ним, что они вместе поставят свой первый игровой фильм. Но так получилось, что «Пышку» Ромм снял самостоятельно.
В 1936—1937 годах совместно с Михаилом Роммом работал над экранизацией повести Александра Пушкина «Пиковая дама». Однако проект так и не был реализован. В 1939 году на Киевской киностудии поставил свой первый игровой фильм — «Истребители», повествующий о становлении советских военных лётчиков. В мае 1941 года на экраны вышла его экранизация романа Жюля Верна «Таинственный остров», снятая на Одесской киностудии.
С началом Великой Отечественной войны вместе с другими сотрудниками Одесской киностудии был эвакуирован в Ташкент, где в 1942 году снял фильм «Дорога к звёздам», вызвавший критику со стороны начальника управления пропаганды и агитации ЦК ВКП(б) Георгия Александрова за «пустоту» и «бутафорские приёмы». В докладной записке от 21 июля 1943 года он писал:

...немецкий ас изображён в картине сильным, волевым и зрелым лётчиком, а советский лётчик — герой фильма выглядит тщедушным и изнеженным мальчиком, победа которого над немцем в картине не обоснована.
В 1945—1946 годах работал в Алма-Ате над фильмом «Очарованный сержант», который был исключён из производственного плана Постановлением Политбюро ЦК ВКП(б) «Об утверждении плана производства художественных кинофильмов на 1946—1947 гг. и состава художественного совета при Министерстве кинематографии СССР» от 17 июля 1946 года.
Как этнический немец «в соответствии с решением правительства» жил на спецпоселении, в 1948 году получил запрет на выезд для съёмок в Минск. Позднее Министерство кинематографии СССР смогло добиться его перевода на Свердловскую киностудию, на которой в то время снимались только  документальные, научно-популярные и учебные фильмы. В 1956 году совместно с Фёдором Кнорре (он же автор сценария) поставил на Рижской киностудии фильм «После шторма» — о драме капитана, несправедливо уволенного с корабля начальником пароходства. В 1959 году на Свердловской киностудии снял фильм-балет «Журавлиная песнь».
Был женат на детской писательнице Серафиме Петровне Полоцкой (1916—1988). Супруги проживали в Москве на улице Часовой, в одном доме с писателем Борисом Васильевым.
Скончался 9 июля 1990 года в Москве. Похоронен на Ваганьковском кладбище.

## Фильмография

### Режиссёр
- 1929 — Без чудес (документальный, короткометражный)
- 1930 — Химизация (документальный, короткометражный)
- 1931 — День (документальный, короткометражный)
- 1931 — Таджикистан (документальный, короткометражный)
- 1939 — Истребители
- 1941 — Таинственный остров
- 1943 — Дорога к звёздам
- 1956 — После шторма
- 1959 — Журавлиная песнь

### Сценарист
- 1959 — Журавлиная песнь